# Cordulegaster bilineata
Cordulegaster bilineata is een libellensoort uit de familie van de bronlibellen (Cordulegastridae), onderorde echte libellen (Anisoptera).
De wetenschappelijke naam van de soort werd voor het eerst geldig gepubliceerd in 1983 door Frank Louis Carle.